# Seseli athamanticum
Seseli athamanticum är en flockblommig växtart som beskrevs av Lars Arvidsson. Seseli athamanticum ingår i släktet säfferötter, och familjen flockblommiga växter. Inga underarter finns listade i Catalogue of Life.